# کورنهورشت
کورنهورشت (به آلمانی: Querenhorst) یک شهر در آلمان است که در هلمشتدت واقع شده‌است. کورنهورشت ۵۶۶ نفر جمعیت دارد.